# X-Men Legends
X-Men Legends, ook wel XML, is een RPG dat werd uitgebracht op Xbox, PlayStation 2, GameCube en N-Gage in 2004. De uitgever is Activision en de ontwikkelaars zijn Raven Software (van de Xbox, PlayStation 2 en GameCube versies) en Barking Lizards (van de N-Gage versie).
In het spel zijn 15 personages van de X-Men speelbaar die elk over een unieke superkracht beschikken. De speler moet het opnemen tegen Magneto en zijn Brotherhood of Mutants. In 2005 werd er ook een vervolg op uitgebracht: X-Men Legends II: Rise of Apocalypse.

## Ontvangst
| Beoordeeld door        | Jaar | Platform      | Score |
| ---------------------- | ---- | ------------- | ----- |
| Game Informer Magazine | 2004 | PlayStation 2 | 90%   |
| GameSpy                | 2004 | Xbox          | 90%   |
| Gamers' Temple, The    | 2004 | PlayStation 2 | 88%   |
| IGN                    | 2004 | Xbox          | 84%   |
| Game Over Online       | 2004 | GameCube      | 83%   |
| GameSpot               | 2004 | Xbox          | 82%   |
| RPGFan                 | 2004 | Xbox          | 81%   |
| 1UP                    | 2004 | PlayStation 2 | 80%   |
| Game Revolution        | 2004 | GameCube      | 75%   |
| Gamekult               | 2004 | GameCube      | 60%   |